# 阿尔沙克一世 (亚美尼亚)
阿尔沙克一世（希腊语：Αρσακης，活动时期公元1世纪初）亚美尼亚国王（约34年~35年在位）。
阿尔沙克一世是安息国王阿尔达班三世的长子。当时罗马与安息围绕亚美尼亚的主权展开激烈竞争，最后双方同意让本都王国国王波列蒙一世的儿子芝诺（即亚美尼亚的阿尔塔克西三世）继承王位。在阿尔塔克西三世于34年死后，阿尔达班三世再次企图控制亚美尼亚，于是派遣阿尔沙克到那里去。阿尔达班三世本人不久之后被国内贵族推翻；虽然如此，罗马人并没有反对阿尔沙克在亚美尼亚的统治。但是阿尔沙克一世的弟弟、阿尔达班的幼子奥罗德却前来争夺亚美尼亚的王位，双方进行了长期的战争。最后，罗马皇帝提比略决定进行干预，他支持一个名叫米特里達梯的东伊比利亚王子继承亚美尼亚王位，此人据说有安息王室阿尔沙克王朝的血统（阿尔达班三世只是阿尔沙克王朝的旁系）。阿尔沙克一世与米特里達梯进行了激烈的战争，最后被打败，并可能被杀。但米特里達梯不久被罗马皇帝卡里古拉召回监禁。奥罗德于是从中得利，成为亚美尼亚国王。

## 资料来源
- History of Education in Armenia - by Kevork A. Sarafian, G A Sarafean
- The heritage of Armenian literature Vol.1

| 前任： 阿尔塔克西三世 | 亚美尼亚国王 34~35 | 繼任： 米特里達梯 |